# Wade Redden
Pour les articles homonymes, voir Redden (patronyme).
Wade Redden (né le 12 juin 1977 à Lloydminster dans la province de Saskatchewan au Canada) est un joueur professionnel canadien de hockey sur glace. Il évoluait au poste de défenseur. Redden est métis.

## Biographie

### Carrière junior
Lors de la séance de repêchage bantam de la Ligue de hockey de l'Ouest (LHOu) en 1992, Wade Redden est choisi au deuxième rang par les Wheat Kings de Brandon. En 1992-1993, il a joué avec les Blazers dans sa ville natale de Lloydminster dans la Ligue de hockey junior de l'Alberta (LHJA). En 34 matchs, il réalise quatre buts et onze aides pour 15 points.
En 1993-1994, il fait ses débuts avec les Wheat Kings dans la LHOu et il est le meilleur pointeur-défenseur de l'équipe avec 39 points en 64 matchs. L'équipe est qualifiée pour les séries éliminatoires mais s'incline en demi-finale contre les Blades de Saskatoon. Redden remporte le trophée Jim Piggott remis annuellement à la meilleure recrue de la LHOu.
La saison suivante, il est le meneur dans les défenseurs de son équipe dans les buts (14), les aides (46) et les points (60). Meneurs dans la division Est, l'équipe de Brandon obtient un laissez-passer pour le premier tour puis bat les Warriors de Moose Jaw puis les Raiders de Prince Albert pour rencontrer les Blazers de Kamloops, champions de la saison régulière, en finale. Ces derniers remportent la finale et la Coupe du Président quatre matchs à deux. Avec 15 points en 18 matchs éliminatoires, il est le second pointeur-défenseur de son équipe derrière les 18 points de son coéquipier, Bryan McCabe arrivé des Chiefs de Spokane pendant la saison régulière. Il fait partie de la deuxième équipe d'étoiles de l'association de l'Est dans la LHOu.
Le 8 juillet 1995, Redden est choisi en première ronde du repêchage d'entrée dans la Ligue nationale de hockey en tant que second choix par les Islanders de New York. Bryan Berard, premier joueur choisi par les Sénateurs d'Ottawa, refuse de se rapporter à l'équipe. Redden est échangé le 23 janvier 1996 aux Sénateurs avec Damian Rhodes contre Don Beaupre, Martin Straka et Berard.
À sa troisième saison avec les Wheat Kings, il n'est pas le meilleur pointeur-défenseur de l'équipe. En effet, Justin Kurtz totalise 74 points, soit vingt points de plus que Redden. Brandon est premier de sa division puis élimine les Blades de Saskatoon, les Rebels de Red Deer puis les Raiders de Prince Albert pour retrouver les Chiefs de Spokane en finale. Les Wheat Kings prennent cinq matchs pour remporter la finale ainsi que la Coupe Ed Chynoweth et reçoivent le droit de participer à la Coupe Memorial 1996. Ils sont finalement éliminés en demi-finale contre les Petes de Peterborough. Il fait partie de l'équipe d'étoiles de la Coupe Memorial. Dans la LHOu, il fait de la partie de la première équipe d'étoiles de l'association de l'Est.

### Carrière professionnelle
De 1996 à 2008, il évolue avec les Sénateurs d'Ottawa.
Le 1er juillet 2008, il signe un contrat de six ans avec les Rangers de New York pour 39 millions de dollars. Il ne connaît pas le même succès qu'il a eu à Ottawa avec 26 points contre 38 la saison dernière. Selon un rédacteur du New York Post, son contrat est considéré comme le pire dans l'histoire de la ligue. La saison 2009-2010 est encore pire pour Redden avec seulement 14 points en 75 matchs. Le 25 septembre 2010, il est placé au ballotage par les Rangers mais aucune équipe de la LNH ne le réclame et il est assigné au Wolf Pack de Hartford dans la Ligue américaine de hockey.
Après le lock-out dans la LNH en 2012-2013 qui a écourté la saison à 48 matchs, la nouvelle convention collective comprend un « rachat accélérée ». Les Rangers décident de le placer en ballotage puis racheter ses deux dernières années. Le 18 janvier 2013, il signe un contrat d'un an et 800 000 $ avec les Blues de Saint-Louis. Le 3 avril, il est échangé aux Bruins de Boston. En retour, les Blues de Saint-Louis reçoivent un choix conditionnel de 7e ronde du repêchage de 2014. Il annonce sa retraite le 9 janvier 2014.

### Carrière internationale
Redden a représenté l'équipe du Canada au cours des compétitions internationales.

## Statistiques

### En club
| Saison     | Équipe                  | Ligue      |       | Saison régulière | Saison régulière | Saison régulière | Saison régulière | Saison régulière |    | Séries éliminatoires | Séries éliminatoires | Séries éliminatoires | Séries éliminatoires | Séries éliminatoires |
| Saison     | Équipe                  | Ligue      | PJ    | B                | A                | Pts              | Pun              | PJ               | B  | A                    | Pts                  | Pun                  |                      |                      |
| 1992-1993  | Blazers de Lloydminster | LHJA       | 34    | 4                | 11               | 15               | 64               | -                | -  | -                    | -                    | -                    |                      |                      |
| 1993-1994  | Wheat Kings de Brandon  | LHOu       | 64    | 4                | 35               | 39               | 98               | 14               | 2  | 4                    | 6                    | 10                   |                      |                      |
| 1994-1995  | Wheat Kings de Brandon  | LHOu       | 64    | 14               | 46               | 60               | 83               | 18               | 5  | 10                   | 15                   | 8                    |                      |                      |
| 1995-1996  | Wheat Kings de Brandon  | LHOu       | 51    | 9                | 45               | 54               | 55               | 19               | 5  | 10                   | 15                   | 19                   |                      |                      |
| 1996-1997  | Sénateurs d'Ottawa      | LNH        | 82    | 6                | 24               | 30               | 41               | 7                | 1  | 3                    | 4                    | 2                    |                      |                      |
| 1997-1998  | Sénateurs d'Ottawa      | LNH        | 80    | 8                | 14               | 22               | 27               | 9                | 0  | 2                    | 2                    | 2                    |                      |                      |
| 1998-1999  | Sénateurs d'Ottawa      | LNH        | 72    | 8                | 21               | 29               | 54               | 4                | 1  | 2                    | 3                    | 2                    |                      |                      |
| 1999-2000  | Sénateurs d'Ottawa      | LNH        | 81    | 10               | 26               | 36               | 49               | -                | -  | -                    | -                    | -                    |                      |                      |
| 2000-2001  | Sénateurs d'Ottawa      | LNH        | 78    | 10               | 37               | 47               | 49               | 4                | 0  | 0                    | 0                    | 0                    |                      |                      |
| 2001-2002  | Sénateurs d'Ottawa      | LNH        | 79    | 9                | 25               | 34               | 48               | 12               | 3  | 2                    | 5                    | 6                    |                      |                      |
| 2002-2003  | Sénateurs d'Ottawa      | LNH        | 76    | 10               | 35               | 45               | 70               | 18               | 1  | 8                    | 9                    | 10                   |                      |                      |
| 2003-2004  | Sénateurs d'Ottawa      | LNH        | 81    | 17               | 26               | 43               | 65               | 7                | 1  | 0                    | 1                    | 2                    |                      |                      |
| 2005-2006  | Sénateurs d'Ottawa      | LNH        | 65    | 10               | 40               | 50               | 63               | 9                | 2  | 8                    | 10                   | 10                   |                      |                      |
| 2006-2007  | Sénateurs d'Ottawa      | LNH        | 64    | 7                | 29               | 36               | 50               | 20               | 3  | 7                    | 10                   | 10                   |                      |                      |
| 2007-2008  | Sénateurs d'Ottawa      | LNH        | 80    | 6                | 32               | 38               | 60               | 4                | 0  | 1                    | 1                    | 11                   |                      |                      |
| 2008-2009  | Rangers de New York     | LNH        | 81    | 3                | 23               | 26               | 51               | 7                | 0  | 2                    | 2                    | 0                    |                      |                      |
| 2009-2010  | Rangers de New York     | LNH        | 75    | 2                | 12               | 14               | 27               | -                | -  | -                    | -                    | -                    |                      |                      |
| 2010-2011  | Whale du Connecticut    | LAH        | 70    | 8                | 34               | 42               | 46               | 6                | 0  | 6                    | 6                    | 0                    |                      |                      |
| 2011-2012  | Whale du Connecticut    | LAH        | 49    | 4                | 16               | 20               | 26               | 9                | 0  | 1                    | 1                    | 8                    |                      |                      |
| 2012-2013  | Blues de Saint-Louis    | LNH        | 23    | 2                | 3                | 5                | 11               | -                | -  | -                    | -                    | -                    |                      |                      |
| 2012-2013  | Bruins de Boston        | LNH        | 6     | 1                | 1                | 2                | 0                | 5                | 1  | 1                    | 2                    | 0                    |                      |                      |
| Totaux LNH | Totaux LNH              | Totaux LNH | 1 023 | 109              | 348              | 457              | 665              | 106              | 13 | 36                   | 49                   | 55                   |                      |                      |

### En équipe nationale
| Année | Compétition                 |    | PJ | B | A | Pts | Pun               |  | Résultat |
| 1995  | Championnat du monde junior | 7  | 3  | 2 | 5 | 0   | Médaille d'or     |  |          |
| 1996  | Championnat du monde junior | 6  | 0  | 2 | 2 | 2   | Médaille d'or     |  |          |
| 1999  | Championnat du monde        | 10 | 1  | 2 | 3 | 6   | 4e place          |  |          |
| 2001  | Championnat du monde        | 7  | 0  | 3 | 3 | 25  | 5e place          |  |          |
| 2004  | Coupe du monde              | 2  | 0  | 1 | 1 | 0   | Vainqueur         |  |          |
| 2005  | Championnat du monde        | 9  | 2  | 3 | 5 | 2   | Médaille d'argent |  |          |
| 2006  | Jeux olympiques             | 6  | 1  | 0 | 1 | 0   | 7e place          |  |          |

## Trophées et honneurs personnels
- 1993-1994 : remporte le trophée Jim Piggott remis à la meilleure recrue.
- 1994-1995 :
  - nommé dans la deuxième équipe d'étoiles de l'association de l'Est de la LHOu.
  - nommé dans la deuxième équipe d'étoiles de la Ligue canadienne de hockey.
- 1995-1996 :
  - champion de la Coupe du Président avec les Wheat Kings de Brandon.
  - nommé dans la première équipe d'étoiles de l'association de l'Est de la LHOu.
  - nommé dans l'équipe d'étoiles du tournoi de la Coupe Memorial.
  - nommé dans la deuxième équipe d'étoiles de la LCH.
- 2001-2002 : participe au 52e Match des étoiles de la LNH.
- 2003-2004 : 
  - sélectionné pour le 54e Match des étoiles de la LNH mais ne participe pas (blessure)
  - mène les défenseurs de la LNH au niveau des buts (17).
- 2005-2006 : mène la LNH au niveau du différentiel plus-moins (+35).